# Bahrrecht
Bahrrecht is een Franse black metalgroep uit Lotharingen. De naam is geïnspireerd door het middeleeuwse gebruik van het baarrecht of bloedrecht.
De artiestennamen van de vier leden zijn verwijzingen naar fantasyfilms of middeleeuwse hekserij.
- Thulsa Doom - zang (Sors Immanis)
- Fëanor - gitaar (Svartblut)
- Sargatanas - basgitaar (Funeral Holocaust, Codex Inferis, Sors Immanis)
- Winterhalter - drums (Peste Noire, Phobos (Fra), Amesoeurs, Alcest, Les Discrets, Hexenauge)